# ハンナ・ライチュ
ハンナ・ライチュ（ドイツ語: Hanna Reitsch, 1912年3月29日 - 1979年8月24日）は、ドイツのパイロット、テストパイロット。女性初のヘリコプター、ロケット戦闘機、ジェット戦闘機搭乗者として知られる。ハナ・ライチュとも言う。

## 来歴・人物

### 世界初のヘリコプターによるデモンストレーション飛行

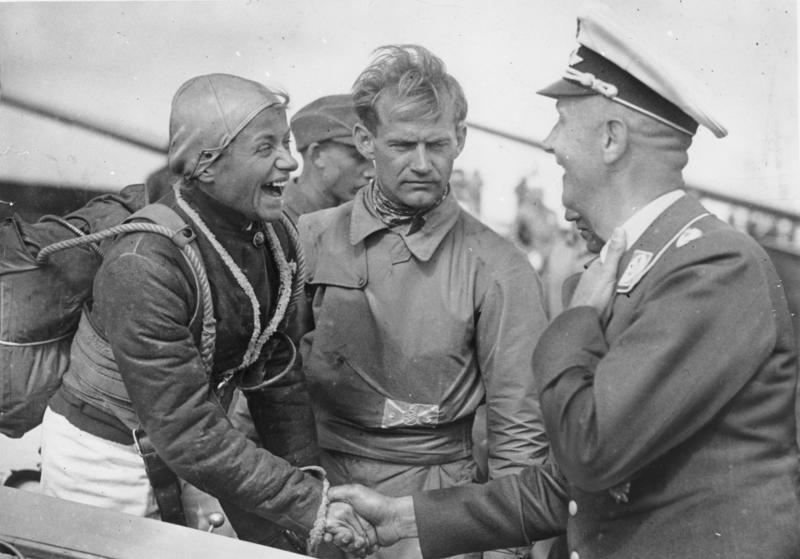
1936年のライチュ

シレジア地方のヒルシュベルク（現 ポーランド、ドルヌィ・シロンスク県イェレニャ・グラ）に、眼科医の父とチロル貴族の母との間に生まれる。自分も医者を目指していたが、学生の頃にグライダーに乗って空を飛ぶ魅力にとりつかれ、北アフリカで飛行往診医になることを考えていた。1932年にグライダー初飛行を果たすと1933年に医学校を辞め、ヴォルフ・ヒルトの招きでバーデン＝ヴュルテンベルク州ホルンベルクにあるグライダークラブに入った。このグライダークラブにはフォン・ブラウンも通った。1937年、ドイツ空軍のシュテッティン飛行学校に女性で初めて入校を認められ、エルンスト・ウーデット空軍少将により空軍のテストパイロットとして採用される。
グライダー飛行では様々な世界記録を樹立した他、ユンカースJu87シュトゥーカ、ドルニエDo17をはじめ、女性で初めてヘリコプター フォッケウルフFw61の操縦者となる。彼女の卓抜した飛行技能は、1930年代後半から40年代初めにかけてナチ党の恰好の宣伝（プロパガンダ）に使用された。

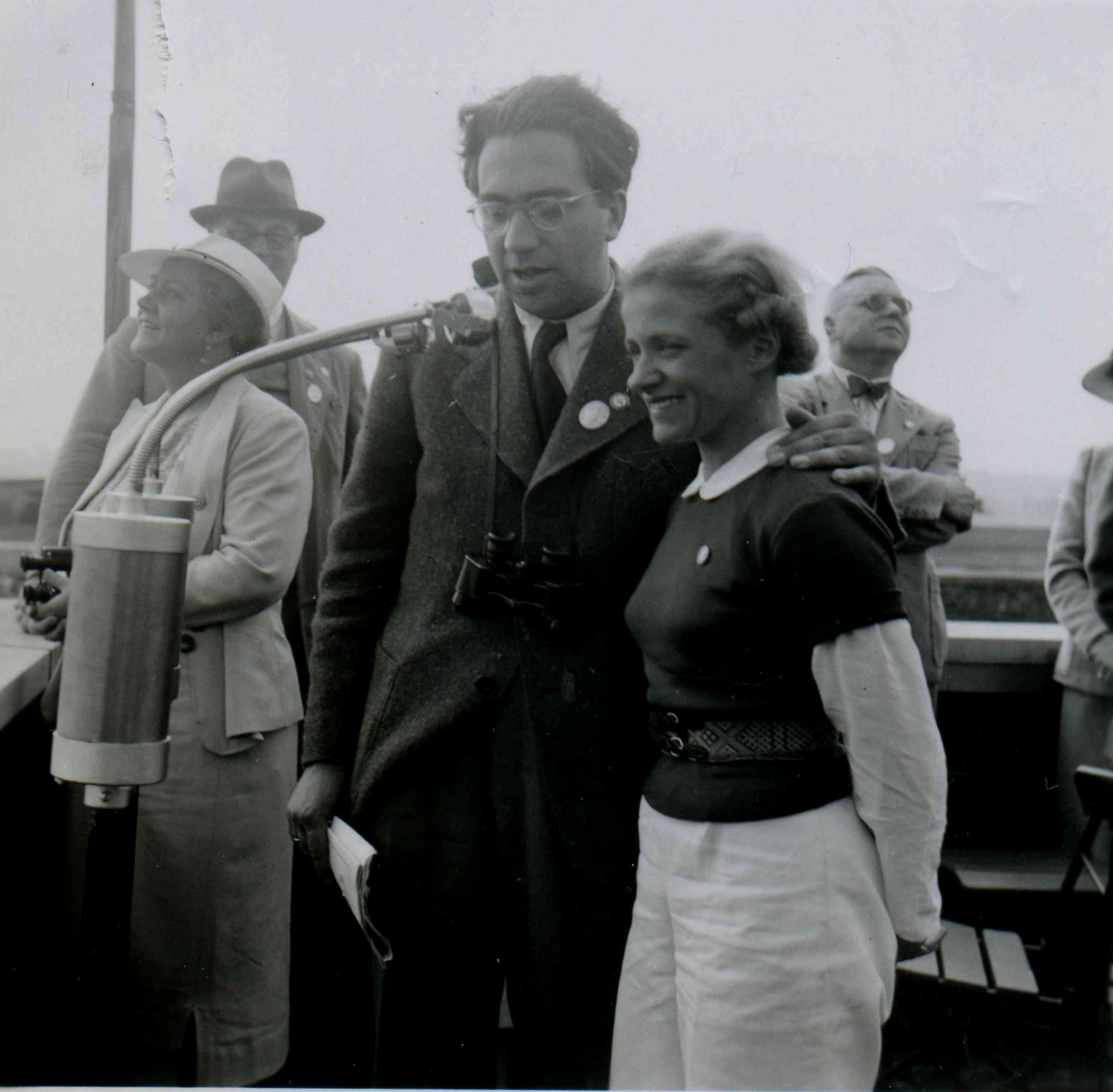
1938年のライチュ。フィーゼラー社の技術者・エーリッヒ・バッヘムと。

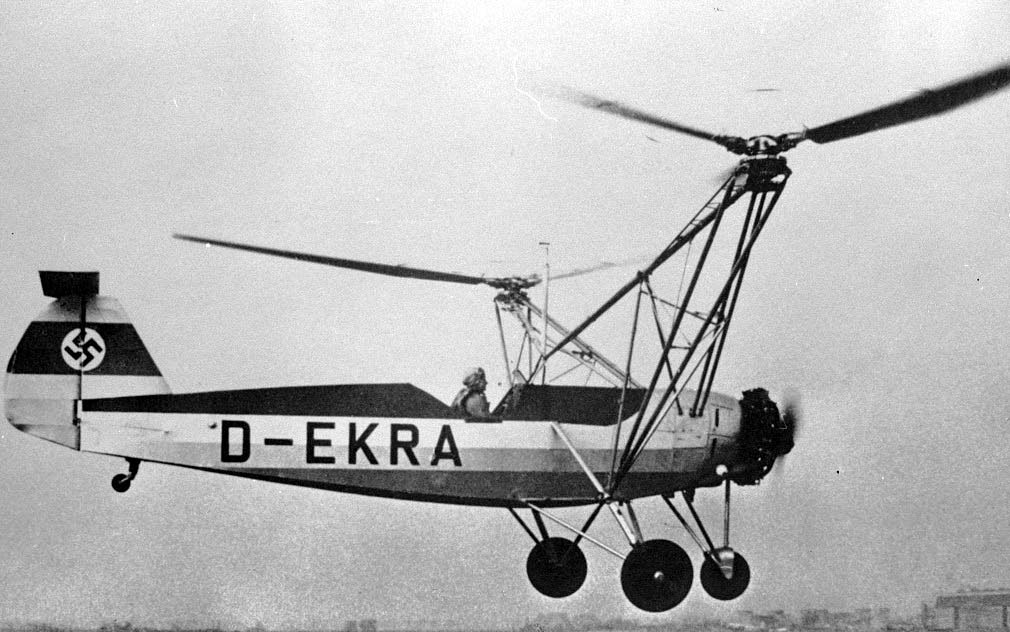
フォッケウルフ Fw61

1938年、ベルリン・モーターショーのドイッチュラントハレ屋内競技場（ドイツ会館）にて、世界で初めての実用ヘリコプター フォッケウルフFw61によるデモンストレーション飛行を行う。ただ、このヘリコプターの技術的意義について当時無知であった観衆の反応はあまり芳しいものではなかった。まもなくして、このヘリコプター飛行に対して空軍功労賞を授与される。
当初男性パイロットと同時にパフォーマンスを行なう予定だったが、男性パイロットが恐れをなして4mしか上昇しようとしなかったのに対し、ハンナは軽々と100m以上上昇しきってしまったため急遽単独でのデモンストレーションが決まった。

### パイロットとしての活躍

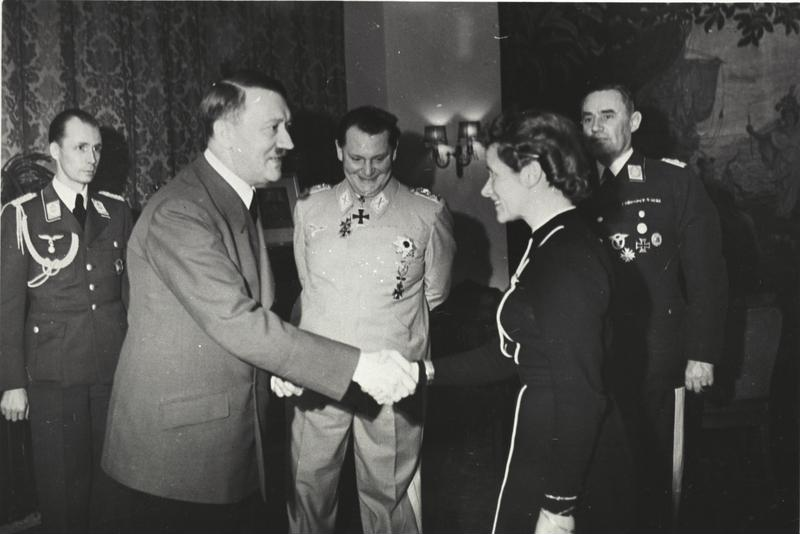
1941年3月、ヒトラー総統に二級鉄十字章を授与されるライチュ

1939年、世界初のジェット戦闘機 メッサーシュミットMe262シュヴァルベやロケット戦闘機 メッサーシュミットMe163コメートなどのテストパイロットを務める。Me163の5回目のテスト飛行中、重傷を負い、意識不明のまま5ヶ月間入院した。
1941年3月27日、それまでのテスト飛行に対して空軍搭乗員に授けられる黄金の功労賞を帝国元帥ヘルマン・ゲーリングから授与される。この受章の際、ライチュが小柄（155cm）だったことにゲーリングから大きな驚きをもって両手を広げる大袈裟なジェスチャーで迎えられたが、これが癇に障ったライチュ自身も両手を大きく広げるジェスチャーで応じた。翌28日、総統アドルフ・ヒトラーより二級鉄十字章を受章。ドイツ人女性の鉄十字受章者はライチュを入れて二人だった。ヒトラー総統お気に入りのパイロットであったばかりでなく、程なくして、ローベルト・リッター・フォン・グライム空軍上級大将と親しくなる。
1944年2月28日には、ドイツ人女性唯一の一級鉄十字章を授与される。
1943年から1944年3月にかけて、日本の特殊攻撃機「桜花」に類似するフィーゼラー Fi103Rライヒェンベルクの試作の中心となって参加する。この“自己犠牲攻撃”の試案はライチュらの発案であり、まもなくオットー・スコルツェニーSS中佐も援助を申し出てきた。同年4月、ライチュらの要望が通ってヒトラー総統が第200爆撃航空団第5飛行中隊（レオニダス飛行中隊）を提唱した。ライチュ自身も、この“自己犠牲攻撃隊”に初期から志願したメンバーであったが、テストパイロットとして非凡な才能を持っていたこともあって実戦には殆ど赴くこともなかった。1945年4月19日にレオニダス飛行中隊は、快進撃を続けるソビエト連邦赤軍を足止めするため、オーデル川に架かる橋梁に、爆装した航空機で体当たりすることを命じられた。メッサーシュミット Bf109が500kg爆弾を搭載して出撃したが、これは、日本軍の神風特別攻撃隊と同様に脱出不可能の決死任務であった。結局、36機のBf109が失われたが作戦は失敗し、17の橋梁を破壊したとレオニダス隊は主張したが、効果は限定的なもので、赤軍の進撃を止めることはできなかった。

### 第三帝国の敗北
1945年4月23日、ゲーリング帝国元帥はヒトラーに対する反逆を疑われ、空軍司令官をはじめとする一切の官職を剥奪された。ヒトラーはゲーリングの後任の空軍総司令官にグライムを任ずることに決定し、彼に赤軍（ソ連軍）包囲下のベルリンの総統地下壕に出頭することを命じた。
グライムがベルリンに向かうことを聞き、ライチュは同道を志願した。1945年4月26日、ライチュとグライムは、グライム自身が操縦するフィーゼラーFi156シュトルヒに乗って赤軍が包囲するベルリンに向ったが、赤軍の激しい砲撃のなか、装甲車からの砲撃弾がグライムの脚に命中して大怪我を負わせ、グライムが操縦不能となったため、ライチュはグライムの肩越しに操縦桿を握り、ガソリンが漏れていつ爆発してもおかしくないシュトルヒを操縦してベルリン市内まで飛んだ。ベルリン市内上空まで到達し、ブランデンブルク門そばのティーアガルテンにヨハン・バウアーによって設けられていた促成滑走路への強行着陸に成功した。重傷のグライムを背負ってブランデンブルク門を抜けたところでドイツ軍トラックに拾われ、総統地下壕に向かった。
グライムはすぐに総統地下壕の医務室に運ばれ、ヒトラーの侍医である外科医のルートヴィヒ・シュトゥンプフエッガーの治療を受けた。ヒトラーはグライムとライチュが生命の危険を冒してベルリンに来たことに感激し、ふたりを温かく迎えるとともに彼らの忠誠心を褒め称えた。ヒトラーは病室のグライムを見舞って、ゲーリングと親衛隊全国指導者ハインリヒ・ヒムラーをナチ党と政府から追放したことを伝え、その場でグライムに空軍元帥の地位を与えるとともに、空軍総司令官に任命した。
グライムとライチュはベルリン陥落直前にあたる3日間をこの総統地下壕で過ごし、ヒトラー総統からグライム、ライチュともそれぞれ致死量の毒瓶を渡され、両人とも唯々諾々と受け取った。総統地下壕では当時のドイツ首脳陣にも会い、その中にはヒトラーの恋人であるエヴァ・ブラウンもいた。また、ゲッベルス夫人のマクダから先夫との息子であるハラルトへ宛てた手紙を預かった。
グライムとライチュはそのまま総統地下壕にとどまってヒトラーに殉ずることを申し立てたが、ヒトラーは彼らにベルリンを脱出して空軍総司令部に帰還することを命じた。しかし、この頃には赤軍が完全にベルリンを包囲しているとともに制空権までも奪っていたから、新任の空軍総司令官グライムとライチュを迎えるために派遣された飛行機は次々に撃墜されてしまっていた。しかし、ある軍曹が操縦するアラドAr96高等練習機が奇跡的に赤軍の猛攻をかいくぐってベルリンに着陸することに成功した。4月28日、グライムとライチュの2人はこの飛行機に乗ってベルリンからの脱出に成功した。ティアガルテン北側から迫った赤軍は「ヒトラー脱出」を危惧し、猛烈な砲撃を加えたが失敗に終わった。
空軍総司令部に戻ったグライムは空軍の総力を挙げてベルリンのヒトラーを救援する命令を発したが、この頃には空軍の戦闘力は事実上壊滅しており、新総司令官グライムの命令が効力を発揮することはなかった。ライチュはヒムラーに会い、ヒムラーの「裏切り」を激しい言葉で難詰した。
ドイツが連合国に降伏するとまもなくライチュはグライムと共に米軍に捕われ、“重要犯罪人”として情報将校らに尋問・取調べを受けた。ヒトラーをどこかへ隠したのではないかと、時に別荘で丁重な扱いを受け、あるいは刑務所で棍棒に打たれたりした。総統地下壕を去る命令を受けた時の心象を聞かれた際、2人共に総統地下壕で死ねなかったことを悔やんでいること、ライチュは総統地下壕の前で祈りをささげたいことを答弁。後にグライム元帥は1945年5月24日に服毒自殺したが、ライチュは15ヶ月間の拘留の末に釈放された。「ドイツ人追放」を前に、ヒルシュベルクの実家の父は母・姉妹・姉妹の子供らを道連れに一家心中していた。

### 再びグライダーの世界へ

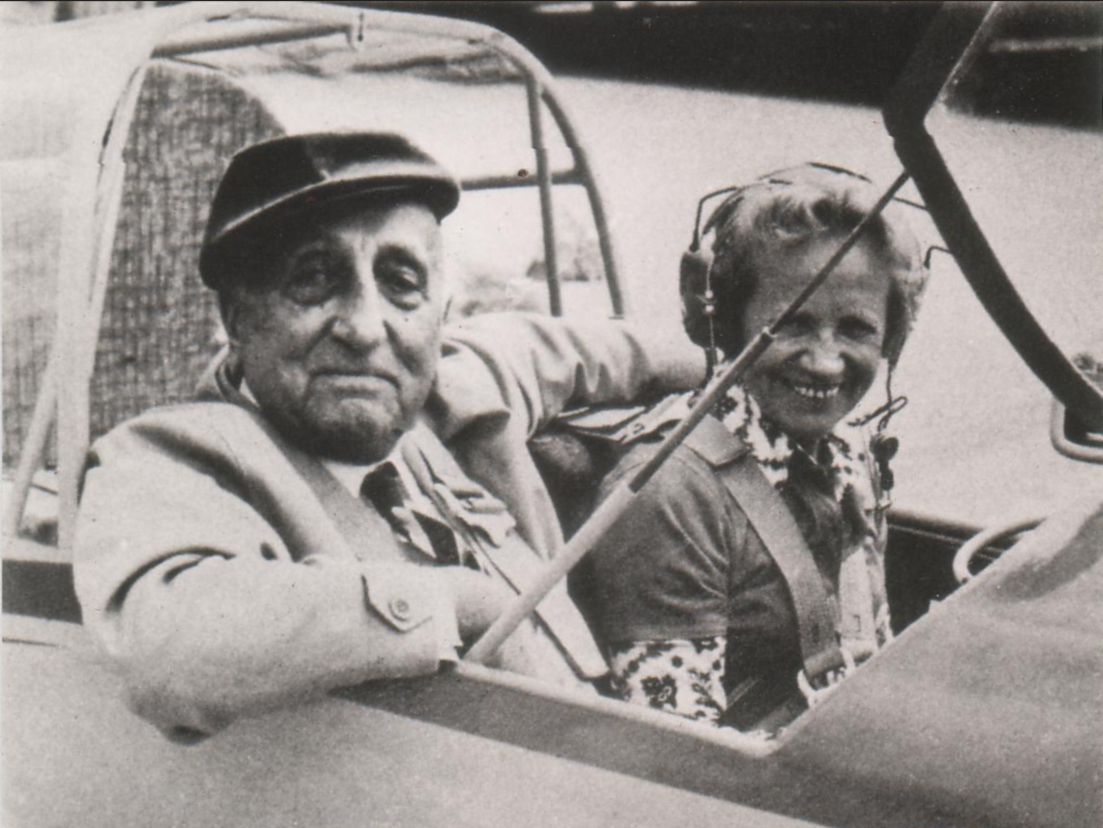
映画監督のカール・リッターと(1968年)

戦後、ドイツ人の航空機での飛行は禁止されていたが、グライダー飛行はまもなく許可され、スペインでのグライディング世界大会で3位になったのを手始めに、女性の高度飛行記録（6848 m）を含む数々の世界記録を更新し続け、1955年にはドイツチャンピオンになった。
1959年、ネルー首相からインドへ、1961年、ジョン・F・ケネディ大統領からアメリカへ招かれ、黒人初のグライダー飛行学校を作ったガーナに1962年から1969年にかけて居住した。また、1970年代を通して、アパラチア山脈間での 715km（1976年）、802km（1979年）飛行記録を含む、様々なグライダー部門における女性世界記録を塗り替えた。同時期、第1回世界ヘリコプター大会女性部門で1位にもなった。
1970年代からライチュを撮っていたアメリカの写真記者から大戦中での痛恨事をインタビューされた際には、戦時中の国家社会主義（ナチズム）への傾倒を恥じていないこと、未だにヒトラーから授与された鉄十字章を身に付けていることを述べていた。
1979年にフランクフルトにて心筋梗塞で死去。67歳没。生涯独身だった。